# Cash & Fresh
Cash & Fresh was een Belgische supermarktketen. Ondernemer Hugo Voeten startte in 1968 met de uitbouw van de supermarktketen die in 2005 werd overgenomen door Delhaize.
De supermarktketen op het moment van overname 43 winkels met een gemiddelde oppervlakte van 1.100 m². De organisatie met winkels, een logistieke afdeling en administratie telde circa 1260 medewerkers. De winkels situeerden zich vooral in de Antwerpse en Limburgse Kempen, maar er waren ook enkele vestigingen daarbuiten. Ze waren vooral gevestigd in middelgrote gemeenten met gemiddeld 12.000 inwoners. Het baseline van Cash & Fresh luidde "vers – vriendelijk – voordelig" en werd visueel ondersteund door een groen klavertje vier. Het concept impliceerde dat er verkocht werd met bediening, hetgeen onderscheidend was ten opzichte van andere aanbieders. Hugo Voeten had het financieel moeilijk om het bedrijf verder uit te bouwen aangezien Cash & Fresh via de beurs geen geld kon ophalen. De verkoop aan Delhaize leverde hem 164 miljoen euro op.